# Andersonville (film)
Andersonville is een Amerikaanse dramafilm uit 1996 onder regie van John Frankenheimer.

## Verhaal
Tijdens de Burgeroorlog belandt een groep soldaten van de Unie in het geconfedereerde krijgsgevangenkamp van Andersonville. De leefomstandigheden in het kamp zijn vreselijk. De soldaten moeten zien te ontsnappen.

## Rolverdeling
| Acteur            | Personage             |
| ----------------- | --------------------- |
| Jarrod Emick      | Josiah Day            |
| Frederic Forrest  | Sergeant McSpadden    |
| Ted Marcoux       | Martin Blackburn      |
| Carmen Argenziano | Hopkins               |
| Jayce Bartok      | Billy                 |
| Frederick Coffin  | Collins               |
| Cliff De Young    | John Gleason          |
| Denis Forest      | Mad Matthew           |
| Justin Henry      | Tyce                  |
| Tony Higgins      | Tucker                |
| Kris Kamm         | Soldaat uit Wisconsin |
| Andrew Kavovit    | Tobias                |
| Olek Krupa        | Olek Wisnovsky        |
| William H. Macy   | Kolonel Chandler      |
| Matt McGrath      | Ethan                 |